# Barro Colorado-eiland
Barro Colorado-eiland (Spaans: Isla Barro Colorado) is een eiland in Panama, gelegen in het Gatúnmeer, in het midden van het Panamakanaal. Het regenwoud op het eiland geldt als een van de uitgebreidst bestudeerde tropische regenwouden ter wereld.
Barro Colorado-eiland ontstond na de indamming van de Chagres-rivier in 1913 bij de aanleg van het Panamakanaal. Door deze indamming steeg het waterniveau, waardoor een groot deel van de regenwouden onder water kwam te liggen en de heuveltoppen als eilanden in het midden van het meer overbleven. Barro Colorado-eiland heeft een oppervlakte van 15,6 km². Het eiland werd op 17 april 1923 als natuurreservaat beschermd door de Amerikaanse regering, die het beheer had over de toenmalige Panamakanaalzone. Sinds 1946 wordt Barro Colorado-eiland samen met vijf omliggende schiereilanden beheerd door het Smithsonian Institution als het Barro Colorado Nature Monument, dat een totale oppervlakte van 54 km² heeft. Het Smithsonian Tropical Research Institute heeft een permanent onderzoekscentrum op het eiland voor het bestuderen van ecosystemen in regenwouden. Het regenwoud van Barro Colorado-eiland is grotendeels onaangetast en alleen de grotere diersoorten zijn na de eilandvorming verdwenen.